# 초로라피테쿠스
초로라피테쿠스 아비시니쿠스(Chororapithecus abyssinicus)는 신생대 제3기 중신세에 아프리카 동부 에티오피아에 서식하던 유인원으로 초기 고릴라의 일종이다. 기원전 1200만년 전에서 1000만년 전 사이에 생존하였다. 고릴라의 직계 조상에 해당된다. 두꺼운 어금니는 현대의 고릴라와 유사하여 질긴 식물을 섭취했을 것으로 추정된다.
도쿄대 종합연구 박물관의 고인류학 담당 스와 겐 교수 등 일본과 에티오피아의 연구 팀은 에티오피아 중부에서 대형 유인원의 것으로 보이는 송곳니 하나, 어금니 8개 총 9개의 치아 화석을 발견했다. 이들은 고릴라의 원시적 형태로 추정되며, 고릴라 라인이 인간, 침팬지 계열에서 갈라져 독립된 환경에서 적응한 독립 가지로 본다.

## 개요
2007년 8월 22일 에티오피아 중부에서 어금니와 턱뼈, 이빨, 다리 등이 발견되어 네이처 지에 보고되었다. 발견된 치아는 고릴라의 조상에 해당하는 유인원의 것으로 송곳니 1개, 어금니 8개로 치아의 크기는 현재 지구상에 생존하고 있는 고릴라와 동일하다. 또 어금니 표면에는 특유의 요철이 발달해 식물의 잎이나 줄기를 쉽게 뜯어 먹을 수 있도록 되어있다. 초로라피테쿠스의 발견으로 유전자 데이터를 통해 인간과 고릴라는 8백만~1천만년 전에 갈라졌다는 설, 6~8백만년 전에 인간과 침팬지, 고릴라가 동시에 갈라졌다는 설과 달리 고릴라의 분기 시점은 그보다 앞선 것으로 확인되었다.
고릴라의 어금니는 표면이 특유의 모양으로 돌출되어 있어 식물의 잎이나 줄기의 섬유질을 끊어 먹기 쉽게 되어있다. 발견된 화석의 어금니에 고릴라와 비슷한 특징을 갖추고 있었다. 연구에 참여한 일본 도쿄대학의 스와 하지메(諏訪元)인류학 교수팀은 “발견된 지층의 이름과 에티오피아의 고어(古語) 등을 참고해 이 치아에 해당하는 유인원을 '초로라피테쿠스 아비시니쿠스'라고 명명했다.”고 설명했다. 발견된 지층의 이름인 초로라층과 에티오피아의 옛 국명 '아비시니아'에서 각각 이름을 따서 초로라피테쿠스 아비시니쿠스라 한 것이다.
스와 하지메 교수팀은 “사람과 고릴라는 약 800만년 전에 공통의 조상으로부터 나뉘었다는 것이 기존의 학설이지만 이번 발견으로 인해 그 기원이 약 1200만년전까지 거슬러 올라가게 되었다.”며 발견 의미에 대해 밝혔다.

## 같이 보기
- 드리오피테쿠스
- 라마피테쿠스
- 시바피테쿠스
- 오레오피테쿠스
- 아르디피테쿠스
- 사헬란트로푸스

## 참조
1. ↑  “Researchers find fossils of 10-mln-year old ape”. 2013년 9월 28일에 원본 문서에서 보존된 문서. 2013년 7월 26일에 확인함.
2. 1 2 3  1000만년 전 생존한 유인원 치아 발견 나우뉴스 2007.08.23